# Възнесение Господне (Мало Одре)
„Възнесение Господне“ (на гръцки: Αναλήψεως του Κυρίου) е православна църква, разположена край костурското село Скумско (Врахос), Егейска Македония, Гърция.

## Описание
Църквата е разположена югозападно от Скумско, на платото Мало Одре, под вековен дъб на 850 m надморска височина. Построена е в средата на XX век на мястото на по-стар храм.